# John Lager
John Erik Lager, född 16 juli 1890 i Norrköping, död 24 december 1962 i Brooklyn, var en svenskamerikansk pianodragspelare.
Han emigrerade till USA 1912 och bosatte sig i New York. Utan att kunna läsa noter, inledde Lager en karriär som dragspelare och uppträdde regelbundet på olika mötesplatser, däribland Vanity Ballroom i Detroit. Mellan 1915 och 1931 gjorde han över 130 grammofoninspelningar för bolagen Columbia och Victor; de flesta i duettform med musiker som Edwin Jahrl, Arvid Franzen och Eric Olson, men även som ackompanjatör för tenoren Charles G. Widdén.